# 達魯爾·馬阿里夫伊斯蘭大學
達魯爾·馬阿里夫伊斯蘭大學（英語：Jamia Darul Ma'arif Al-Islamia，常称为）是在孟加拉国吉大港专区的一所伊斯兰大学。學校的創辦人是阿拉玛·苏丹·赵克·纳德韦。

## 出版物
達魯爾馬阿里夫伊斯蘭大學印刷兩份出版物，分別為：
1. （孟加拉語月刊）；以及
2. （阿拉伯語定期雜誌）[6]。